# Philippe de Plaissis
Philippe du Plaissis, du Pleissiez o du Plaissiez va ser un cavaller francès nascut al comtat d'Anjou (Plessis-Macé) la segona meitat del segle xii que va ingressar a l'Orde del Temple durant la tercera Croada el 1189.
La seva elecció al capdavant de l'Orde va tenir lloc entre gener i març de 1201, ja que un dels seus primers actes com gran mestre va ser la signatura d'un acord amb l'Orde de l'Hospital sobre el reg de terres i l'ús dels molins que les dues Ordes posseïen al comtat de Trípoli, que porta la data de 17 d'abril de 1201.
Des del començament del seu mandat es va veure enfrontat al rei de la Petita Armènia, ja que aquest s'havia apoderat d'una fortalesa templera situada al principat d'Antioquia. Després d'una causa duta a terme pel papa Innocenci III, els templers són expulsats de la Petita Armènia i els seus béns confiscats.
El 1201, Egipte i després Síria són assolats per una epidèmia de pesta, i en 1202 es produeix un fort terratrèmol. La pau és necessària per reconstruir les ciutats i pobles destruïts. Philippe du Plaissis negocia una treva amb els musulmans, en la qual rebutja associar als Cavallers Teutònics. Quan els Hospitalaris negocien també una treva, aquesta és rebutjada al seu torn pels Templers. Aquests conflictes interns provoquen la intervenció del Papa.
En efecte, l'Orde del Temple ha comptat sempre amb el suport del papat (l'1 de febrer de 1205 Innocenci III confirma la butlla d'Anastasi IV  Omne datum optimum ) fet que provoca, però, constants queixes de bisbes i prínceps contra els templers. No obstant això, el 1208, Innocenci III es dirigeix a Philippe du Plaissis per recordar-li que l'obediència és un dels tres vots que pronuncia el templer en al seu ingrés en l'Orde i que el seu incompliment el fa apòstata. No sembla que aquesta amonestació sigui realment escoltada per una Orde que recluta a nombrosos cavallers i que s'enriqueix amb quantioses donacions.
El registre de Reims fixa la mort de Philippe du Plaissis l'11 dels idus de novembre, és a dir, el 12 de novembre de 1209.
| Precedit per: Gilbert Hérail | Gran Mestre 1201 - 1209 | Succeït per: Guillaume de Chartres |